# Родригес, Хорхе Альберто
Хорхе Альберто Родригес (исп. Jorge Alberto Rodríguez; род. 6 мая 1944, Ла-Пампа) — аргентинский политический и государственный деятель, глава Кабинета министров (1996—1999).

## Биография
Родился 6 мая 1944 года в деревне Коронель-Иларио-Лагос, провинция Ла-Пампа, Аргентина. В 1971 году окончил обучения на факультете агрономии Университета Буэнос-Айреса, а затем начал политическую карьеру.
После установления военной диктатуры Родригес переехал в США, где получил степень магистра в Университете Небраски в Линкольне.
С 1983 по 1987 год Родригес занимал должность заместителя министра сельского хозяйства провинции Ла-Пампа при губернаторе Рубене Марине. Позже, с 1987 по 1989 год, он занимал пост министра образования провинции, но ушёл в отставку для выдвижения своей кандидатуры в Палату депутатов.
В 1992 году Родригес был назначен президентом Карлосом Менемом на пост министра культуры и образования. В 1996 году Менем назначил Родригеса главой Кабинета министров.
В 2006 году Родригес был официально обвинён в растрате за то, что, по мнению следствия, позволил использовать государственные средства для проведения семинара частной компанией.

## Личная жизнь
Родригес был женат на Марии Сусане Пангальо, с которой у него есть двое детей.